# Pro Evolution Soccer 4
Pro Evolution Soccer 4 (in Giappone Winning Eleven 8, in America settentrionale World Soccer Winning Eleven 8 International), spesso abbreviato in PES 4, è un videogioco di calcio, quarto capitolo della serie Pro Evolution Soccer.
I testimonial sono l'arbitro Pierluigi Collina e i calciatori Francesco Totti e Thierry Henry.
I telecronisti della versione italiana sono Marco Civoli e Mauro Sandreani.

## Campionati nazionali
Con licenza
- Serie A
- Eredivisie
- Liga BBVA

Senza licenza
- FA Premier League
- Ligue 1
- Fußball-Bundesliga

## Nazionali
- Austria
- Belgio
- Bulgaria
- Croazia
- Rep. Ceca
- Danimarca
- Inghilterra
- Finlandia
- Francia
- Germania
- Grecia
- Ungheria
- Irlanda
- Italia
- Lettonia
- Paesi Bassi
- Irlanda del Nord
- Norvegia
- Polonia
- Portogallo
- Romania
- Russia
- Scozia
- Serbia e Montenegro
- Slovacchia
- Slovenia
- Spagna
- Svezia
- Svizzera
- Turchia
- Ucraina
- Galles
- Camerun
- Egitto
- Marocco
- Senegal
- Nigeria
- Sudafrica
- Tunisia
- Costa Rica
- Messico
- Stati Uniti
- Giamaica
- Argentina
- Brasile
- Cile
- Colombia
- Ecuador
- Paraguay
- Perù
- Uruguay
- Cina
- Iran
- Arabia Saudita
- Giappone
- Corea del Sud
- Australia